# Agustín Toro Dávila
Agustín Toro Dávila (Santiago, 3 de octubre de 1924- 28 de diciembre de 2015) fue un militar chileno con rango de general de división, que se desempeñó como ministro de Minería durante la dictadura militar del general Augusto Pinochet, desde 1974 hasta 1975, y como rector de la Universidad de Chile en el período 1976-1979. En el ejercicio del primer cargo, firmó un convenio con la compañía Anaconda con el cual el Estado de Chile pagó al contado $59 millones de dólares estadounidenses por el 49% de las acciones de las minas Chuquicamata y El Salvador.

## Familia
Nació en Santiago de Chile, hijo de Guillermo Toro Concha y Herminia Dávila de Toro. Su hermano Juan Guillermo fue intendente de la región de Magallanes y la Antártica Chilena entre 1981 y 1984.
Se casó en Santiago, en 1947, con Carmen Lucía Solís de Ovando Lillo, hija de Francisco Solís de Ovando y María Lillo. Con su cónyuge tuvo tres hijos; Carmen, Agustín y Guillermo, estos últimos ambos ingenieros.

## Obras escritas
- Sintesís histórico militar de Chile. Santiago de Chile. Editorial Universitaria, 1976.
- Pensamiento geopolítico de O'Higgins. Montevideo, Uruguay. Instituto Cultural Uruguayo-Chileno, 1988.[4]